# 高剑云
高剑云（1968年7月5日—），汉族，江西遂川人，原中央网信办副局级干部。因严重违纪，於2014年9月被开除党籍及公职。2015年，被判受贿罪。前妻陈军梅作为高剑云的特定关系人亦被刑罚。
2001年8月，任命为中共中央对外宣传办公室（即国务院新闻办公室）五局综合处副处长。2005年6月，任命为五局综合处处长。2011年5月，任命为五局副局长。2014年事发时，通报的违纪內容為「利用职务便利为他人谋取利益，索要、收受巨额贿赂，长期包养情妇并育有一子，与他人订立攻守同盟，对抗组织调查」，而遭双开處分。
他被自由時報描述成『網路寫手「五毛」的管理者之一』，高劍雲曾「多次參加網站論壇會議，下達命令搜集網路訊息、嚴控新聞輿論，並且還是在網路上幫助共產黨引導和製造網路輿論」。

## 首提“对抗组织调查”
高剑云违纪案被認為是中纪委在查处通报中，出现“对抗组织调查”表述的首例。

## 司法进程
2014年6月16日，河南省人民检察院通报，依纪委移交（或上级交办）直接立案侦查高剑云案。根据中国裁判文书网一系列判决文书显示：他与妻子陈军梅在2013年8月离婚。2014年9月16日，陈军梅作为相关人士被汤阴县公安局执行指定居所监视居住。两人被分开立案处理。2015年，安阳市中级人民法院判决“被告人高剑云犯受贿罪，判处有期徒刑十二年六个月，并处罚金一百五十万元；对地球卫士环保新材料股份有限公司登记在陈军梅名下的股份80万股予以追缴，上缴国库；被告人高剑云的受贿赃款163.5075万元继续予以追缴”。同年6月，陈友军作为特定关系人，被河南省汤阴县人民法院判处受贿罪，有期徒刑五年六个月。
至2019年7月时，高剑云仍在河南省服刑阶段。前妻陈军梅在此前的6月获得减刑，刑期至2019年9月27日止。